# Orthromicta
Orthromicta is een geslacht van vlinders uit de familie prachtmotten (Cosmopterigidae).

## Soorten
- O. argonota Turner, 1923
- O. galactitis Meyrick, 1897
- O. semifumea Turner, 1923